# Bartholomäus Tschudi
Bartholomäus Tschudi (* 20. April 1620 als Wilhelm Tschudi; † 31. Juli 1702) war von 1654 bis 1661 Bibliothekar des Klosters St. Gallen.

## Leben
Pater Bartholomäus war der Sohn von Wilhelm Tschudi von Glarus und Barbara von Hennau. Sein Vater war st.-gallischer Obervogt auf Schloss Oberberg. Am 24. August 1637 legte er die Profess ab. 1642 wurde er Subdiakon, 1648 Diakon. Die Priesterweihe empfing er am 28. März 1648, die Primiz folgte am 19. April des gleichen Jahres. Er litt zeitlebens unter Epilepsie, im Alter erblindete er und war gehörlos.

## Wirken
Bartholomäus Tschudi kam offenbar 1650 von St. Johann nach St. Gallen. 1651 ist er als Pfarrer von Hemberg bezeugt und wurde 1651 aber wegen seiner Krankheit (Epilepsie) nach Wil versetzt. 1654 wechselte er ins Kloster St. Gallen, wo er Bibliothekar wurde. Am 24. Juli 1661 wurde er schliesslich zum Kornherrn (Granarius) ernannt. Im Dezember 1662 erfolgte die Ernennung zum Subprior in St. Johann. Dort wurde er 1664 Cellerar. 1669 war er wieder Kornherr in St. Gallen, ab 1674 Küchenmeister in Rorschach. In der Folgezeit wechselte er krankheitsbedingt mehrere Male zwischen Rorschach und St. Gallen hin und her. Er starb am 31. Juli 1702 im Alter von 82 Jahren in St. Gallen.